# Stenobothrus limosus
Stenobothrus limosus är en insektsart som beskrevs av Walker, F. 1870. Stenobothrus limosus ingår i släktet Stenobothrus och familjen gräshoppor. Inga underarter finns listade i Catalogue of Life.